# チョサイア・ライスンゲ
チョサイア・ライスンゲ（Josaia Raisuqe、1994年7月22日 - 2025年5月8日）は、トップ14カストル・オランピックに所属するラグビー選手。

## プロフィール
- フィジー・ナイタシリ出身[1]。
- ポジションはウィング(WTB)。
- 身長 190cm、体重 91kg
- 7人制フィジー代表に選ばれたことがある[2]。

## 略歴
スタッド・フランセを経て、2017年、USONヌヴェールに加入。
2021年1月、プロD2の試合終了後レフリーを持ち上げたため、5週間の出場停止処分を受けた。同年9月、カストル・オランピックに加入。 
2024年、2024パリ五輪の7人制フィジー代表に選ばれて銀メダル獲得。
2025年5月8日の朝、トレーニングに向かう途中、フランスタルヌ県サイスで踏切事故により亡くなった。30歳没。